# رادیو بین‌المللی عصر هلند
رادیو بین‌المللی عصر هلند از طریق رادیو و وب سایتی عربی در خاورمیانه فعال بوده.
رادیو بین‌المللی هلند در پی ایجاد تنش در روابط هلند و ایران بر سر اجرای حکم اعدام زهرا بهرامی، از ۱۶ بهمن ۸۹ برای تأثیرگذاری بر ایرانیان برنامه‌های فارسی خود را آغاز کرد.
رادیو بین‌المللی هلند، قصد دارد تا حد امکان با رسانه‌های غیردولتی فارسی زبان داخل و خارج ایران همکاری کند. به گفته مسئولین این رادیو، ضرورت راه اندازی سایت «عصر هلند» پس از بحران فزاینده در تونس و مصر، که تأثیر بسیاری بر سایرکشورهای منطقه دارد، نیز بیشتر احساس شد.
از نظر «ریک رنسن» سردبیر رادیو بین‌المللی هلند، نیاز زیادی به شنیدن صدای مستقل و معتدل هلند در ایران وجود دارد.